# Vladimir Proskurin
Vladimir Grigro'evič Proskurin (in russo Владимир Григорьевич Проскурин?; Voronež, 24 gennaio 1945 – 19 luglio 2020) è stato un calciatore e allenatore di calcio sovietico, di ruolo attaccante.

## Palmarès

### Calciatore

#### Individuale
- Capocannoniere della Vysšaja Liga: 1

1969 (16 gol)